# Wilhelm Wolff
Johann Friedrich Wilhelm Wolff (ur. 21 czerwca 1809 w Tarnawie, zm. 9 maja 1864 w Manchesterze) – niemiecki nauczyciel, publicysta i działacz polityczny.

## Życiorys
Wolff urodził się w biednej rodzinie, był synem śląskiego rolnika. Studiował na Uniwersytecie Friedricha-Wilhelma we Wrocławiu (obecnie Uniwersytet Wrocławski). W 1834 został uwięziony jako członek studenckiego stowarzyszenia (został skazany pod zarzutem naruszenia ustawy o druku i obrazie majestatu królewskiego), jednak w 1838 roku został ułaskawiony ze względu na pogarszający się stan zdrowia. Po wypuszczeniu z więzienia pracował jako guwernant. Publikował dalej krytyczne noty prasowe przez co musiał uciekać w 1846 roku do Londynu, a później do Brukseli (inaczej mógł zostać zaaresztowany). W Brukseli poznał Karola Marksa i Fryderyka Engelsa. Został reporterem w gazecie Deutsche-Brüsseler-Zeitung i był jednym z założycieli Związku Komunistów. W 1848 został deportowany do Francji, skąd powrócił na Śląsk. Objął tam stanowisko redaktora gazety Neue Rheinische Zeitung. Od 21 maja do 18 czerwca 1849 był członkiem Frankfurckiego Zgromadzenia Narodowego. W 1851 wyemigrował do Londynu, następnie przeniósł się do Manchesteru. Tam kontynuował współprace z Marksem i Engelsem.

## Upamiętnienie
- W pierwszym tomie Kapitału Karol Marks zawarł dedykację dla Wilhelma Wolffa[3].
- W Berlinie znajduje się ulica upamiętniająca Wolffa (Wilhelm-Wolff-Strasse)[4].